# 六脉渠
六脉渠是宋朝时在广东省城（今广州市）修建的排水系统。它既使广州城里可通舟船，也有利于防火和排涝。
歷史上大致呈南北走向，水自北向南流，通过城壕流入珠江。明清两代，城区东北、西北分别出现了向东、向西的两条渠道。近代，随着广州城区的建设和发展，六脉渠因日久失修，多以淤塞，难以承担繁重的排水任务。中华人民共和国成立后，把仍可以利用的渠道改为下水道。現六脈渠和玉帶河、西濠均已改作暗渠。但仍為廣州市中心區重要的排水渠道。

## 歷史
据考在五代时期（ 907～960）已有六脉渠前身。明洪武三年（ 1370 ）三城合一到洪武十三年擴築北城，六脉渠進一步被完善。清順治庚寅年（1650），耿精忠、尚可喜率兵入省城時，下令屠城 7 日。為免遭受殺戮，城中居民躲藏在六脈渠內的有六七千人，不幸遇雨，渠水暴漲，幾乎全被溺斃。
民國 22 年（1933）起至1950年代前，城市開闢馬路期間，將部分六脈渠改建為馬路渠，分別有：
- 光孝寺街、詩書街、紙行街之右三脈渠，

- 擢甲裡、竇富巷、西濠街之右二脈渠，

豪賢街脈渠、法政路脈渠等均改為混凝土馬路幹渠，將原流入脈渠的各街渠直接駁入大渠。
1952年起，當局在城建開展中，在逐步改造六脈渠。至 1959 年底全部完成。變化為：
- 新建馬路幹渠替代：連新路馬路渠代替了右一脈渠中段；
  - 應元路馬路渠代替了左二脈渠北段及右一脈渠北段
  - 教育路幹渠代替左一脈渠南段
  - 德宣西路 （今東風西路及盤福路）大渠代替左一脈渠北段右一脈渠北段
  - 吉祥路馬路渠代替左一 脈渠中段
  - 小北路幹渠代替左三脈渠東北段
  - 德宣東天官里（東風中路）大渠代替左一 脈及右一脈渠東北段。
- 結合內街下水道改造：
  - 雨帽街、蓮花井、周家巷、 西華二巷、芒果樹街、桂香街、賢藏街、馬鞍南等內街下水道代替了右一脈的南、中、 北段；
  - 長塘街下水道代替了左二脈渠南段

## 分佈

### 第一脈（左第一脈正渠）
自總督部堂（在今越華路）向南流經華寧里、衛邊街（今吉祥路南段）、七塊石、清風橋（華寧里與中山五路之交）、南朝街、學院署、九曜池（均在今教育路）至書芳街、仙湖街穿城出南勝里入玉帶河。 

### 第二脈（左第二脈正渠）
由舊城隍廟（文德路北端）後南北分流。南流經長塘街（大塘街之西），由賢思街穿城出玉帶河；北流經司後街、豪賢街和橫流的渠匯合。橫流的渠源出三元宮，東流經將軍大魚塘（在大石街北）、丹桂里、天官里（今東風中路東段）出銅關，流入東濠。 

### 第三脈（左第三脈正渠）
自東華里起，南流至貢院（今廣東省博物館），折入東濠，流程較短。 

### 第四脈（右第一脈正渠）
自巡撫部院（今人民公園）西側起，南流經雨帽街、桂香街、馬鞍街、由孚通街三聖宮前穿城出南勝里，入玉帶河。 

### 第五脈（右第二脈正渠、南濠）
自將軍署（今廣東迎賓館）前玄妙觀左邊分南北流。南流經擢甲里、麻行街，由大水關（古西澳）出城入玉帶河。北流經豆腐巷、官塘街（海珠北路）和西流的橫渠相接。橫渠自三元宮前西柵起，西流經西華一巷，由北水關出城，流入西濠。
1796年，南濠成為六脈渠的右二脈。

### 第六脈（右第三脈正渠）
自光孝寺前起，南流經紙行街、詩書街，折向西，出小水關，入西濠。